# Myrmoteras karnyi
Myrmoteras karnyi is een mierensoort uit de onderfamilie van de schubmieren (Formicinae). De wetenschappelijke naam van de soort is voor het eerst geldig gepubliceerd in 1954 door Gregg.